# Luis Chavarría
Luis Eugenio Chavarría Andrades (Monte Águila, Chile, 26 de marzo de 1970) es un exfutbolista y empresario chileno. Jugaba de volante de contención.

## Trayectoria
Luis Chavarría es un futbolista originario de Monte Águila, Cabrero, Región del Biobío.Es hijo de los comerciantes José Abelardo Chavarría Valdebenito, y Blanca Ester Andrades Martínez (†), más conocida como "la tía Techi".
Ha jugado en equipos como Malleco Unido, Fernández Vial, Deportes Concepción, Universidad de Chile y Huachipato en todos ha destacado por su personalidad, buena marca al contrario, excelente cabezazo y su fuerte temperamento.
Durante el torneo de primera división de 1998, fue protagonista de un gol fantasma defendiendo a Deportes Concepción ante Deportes Temuco. Tras la ejecución de un balón detenido, balón muerto dentro del área, 'el Chiqui' patea al arco pero no dentro de los 3 palos, sino que la pelota se cuela por un costado, ya que en la malla había un detalle que permitió el ingreso del balón a la portería rival. Posterior a eso Luis se cae, observa, ve el balón dentro del arco y corre a celebrarlo junto a sus compañeros, el gol si fue validado por el juez, pese a los reclamos rivales. el partido terminó en victoria 1:0 para el conjunto lila.

## Selección nacional
Formó parte de la Selección Chilena durante las Eliminatorias Sudamericanas 1998 donde se hizo conocido en todo el mundo por lesionar a Enzo Francescoli en un partido jugado el 12 de noviembre de 1996. "Por suerte pude lesionar a Enzo Francescoli" fue la frase que la FIFA consideró entre las 10 más polémicas de la historia del fútbol.
Llegando al minuto 30 de partido patada no sancionada sobre Rozental, la jugada continúa, Chile ejerce presión para recuperar el balón que le llega a Enzo Francescoli, quien tiene la intención de girar pero antes de hacerlo se encuentra con un Luis Chavarria que lo cruza fuertemente a lo que el árbitro sanciona con falta y amarilla sobre Chavarria.
Posterior a aquello, en el descanso de medio partido no vuelve a salir al terreno de juego Francescoli.
Tiempo después, en el programa de entrevistas de la TV Chilena, De pe a pa dirigido por Pedro Carcuro se invita a entrevista a Luis Chavarria. 
Donde el mismo reconoce recordar aquella jugada y destaca simpáticamente aquella situación como una caricia, comentario que provoca risa entre el público asistente al programa. Posterior a aquel comentario dice que tenía claro que tenía que 'entrarle fuerte' a Francescoli para poder controlar sus capacidades futbolísticas, pero el comentario que provocó más controversia y risas fue cuando concluyó con 'gracias a Dios salió lesionado'.
Más tarde fue parte de las Eliminatorias Sudamericanas 2002 y además jugó un partido amistoso.

### Participaciones en Eliminatorias a la Copa del Mundo
| Eliminatoria                     | Sede                | Resultado   | Posición | Partidos |
| -------------------------------- | ------------------- | ----------- | -------- | -------- |
| Clasificatorias Francia 1998     | Francia             | Clasificado | 4.º      | 3        |
| Clasificatorias Corea-Japón 2002 | Corea del Sur Japón | Eliminado   | 10.º     | 1        |

### Partidos internacionales
| 1     | 12 de noviembre de 1996 | Estadio Nacional, Santiago, Chile           | Chile      | 1-0 | Uruguay |   |  | Nelson Acosta | Clasificatorias Francia 1998     |
| 2     | 15 de diciembre de 1996 | Estadio Monumental, Buenos Aires, Argentina | Argentina  | 1-1 | Chile   |   |  | Nelson Acosta | Clasificatorias Francia 1998     |
| 3     | 4 de enero de 1997      | Estadio Sausalito, Viña del Mar, Chile      | Chile      | 7-0 | Armenia |   |  | Nelson Acosta | Amistoso                         |
| 4     | 12 de febrero de 1997   | Estadio Hernando Siles, La Paz, Bolivia     | Bolivia    | 1-1 | Chile   |   |  | Nelson Acosta | Clasificatorias Francia 1998     |
| 5     | 14 de agosto de 2001    | Estadio Nacional, Santiago, Chile           | Chile      | 2-2 | Bolivia |   |  | Pedro García  | Clasificatorias Corea-Japón 2002 |
| Total | Total                   | Total                                       | Presencias | 5   | Goles   | 0 |  |               |                                  |

| Selección chilena | Selección chilena | Selección chilena |
| Año               | Partidos          | Goles             |
| ----------------- | ----------------- | ----------------- |
| 1996              | 2                 | 0                 |
| 1997              | 2                 | 0                 |
| 2001              | 1                 | 0                 |
| Total             | 5                 | 0                 |

## Clubes
| Club                 | País  | Año       |
| -------------------- | ----- | --------- |
| Malleco Unido        | Chile | 1990      |
| Fernández Vial       | Chile | 1991-1995 |
| Deportes Concepción  | Chile | 1996-2000 |
| Universidad de Chile | Chile | 2001-2002 |
| Huachipato           | Chile | 2003-2006 |
| Deportes Concepción  | Chile | 2007      |
| Fernández Vial       | Chile | 2008      |

## Vida personal
Luis "Chiqui" Chavarría actualmente reside en su ciudad natal Monte Águila, en donde ha continuado su actividad deportiva en el fútbol amateur, en el equipo local “Ferroviarios de Monte Águila” que juega en la Asociación local de fútbol del Bio-Bio (Yumbel) dentro de la Asociación de Fútbol Amateur ANFA.También se dedica a gestionar su propio establecimiento comercial dedicado a la venta de útiles para el bricolaje, la construcción y las necesidades del hogar, el cual fue nombrado como "Ferreteria El Chiqui", siendo una de las ferreterías más importantes de Monte Águila.
Su hermano Jaime Chavarría Andrades, un comerciante local, es propietario y administrador del supermercado más grande de Monte Águila, conocido como Supermercado Jaylu, nombre el cual lleva las iniciales de él, y su hermano Luis.